# Мурджахеті
Мурджахеті (груз. მურჯახეთი) — село в Грузії.
За даними перепису населення 2014 року в селі проживає 331 особа.